# Preben Fjære Brynemo
Preben Fjære Brynemo (Porsgrunn, 14 agosto 1977) è un ex combinatista nordico norvegese.

## Biografia
In Coppa del Mondo esordì il 9 dicembre 1999 a Vuokatti (37°) e ottenne l'unico podio il 2 dicembre 2001 a Lillehammer/Beitostølen (3°).
In carriera prese parte a un'edizione dei Giochi olimpici invernali, Salt Lake City 2002 (22° nell'individuale, 30° nella sprint), e a una dei Campionati mondiali, Lahti 2001 (49° nella sprint).

## Palmarès

### Mondiali juniores
- 1 medaglia:
  - 1 oro (gara a squadre ad Asiago 1996)

### Coppa del Mondo
- Miglior piazzamento in classifica generale: 17º nel 2001
- 1 podio (individuale):
  - 1 terzo posto